# Bastien og Bastienne
Bastien und Bastienne (Bastien og Bastienne), KV 50 (revideret i 1964 til KV 46b) er en komisk opera eller syngespil i én akt af Wolfgang Amadeus Mozart til en tysk libretto af Friedrich Wilhelm Weiskern.
Bastien und Bastienne var en af Mozarts tidligste operaer, skrevet i 1768, da han var tolv år gammel. Det var angiveligt bestilt af wienerlægen og "magnetisten" Dr. Anton Mesmer (der selv senere blev parodieret i Così fan tutte) som en satire på den så fremherskende "pastorale" operagenre med særlig henvisning til operaen Le Devin du village af Jean-Jacques Rousseau. Udover dens formodede premiere i Mesmers haveteater (oplysningen støttes kun en i øvrigt ubekræftet oplysning fra Nissen) er værket ikke blevet spillet, før det taget op igen i 1890, hvor det fik en officiel premiere den 2. oktober i Architektenhaus i Berlin.
Ved en tilfældighed er ouverturens melodilinje næsten identisk med Beethovens 3. symfoni, Eroica: Da syngespillet ikke blev spillet i lang tid i lang tid efter, at symfonien var blevet skrevet, er dette et tilfælde og ikke plagiat.
Selv om Mozart var ganske ung, viser værket, at han havde et talent for at skrive musik for sangere og for parodi og humor, som senere skulle blive fuldt udviklet.
Bastien und Bastienne er muligvis det letteste at opføre af Mozarts ungdomsværker.

## Roller
| Rolle                  | Stemmetype | Originalbesætning, 2. oktober 1890 (Dirigent: -) |
| ---------------------- | ---------- | ------------------------------------------------ |
| Bastienne, en hyrdinde | Sopran     |                                                  |
| Bastien, hendes elsker | Tenor      |                                                  |
| Colas, en magiker      | Bas        |                                                  |

## Synopsis
Sted: En pastoral landsby
Tid: Ubestemt
Bastienne, en hyrdinde, frygter, at hendes "kæreste ven", Bastien, har forladt hende for en anden og beslutter at gå ud på engen for at finde trøst hos sin flok af lam.
Før hun når nogen vegne, støder hun imidlertid på Colas, landsbyens sandsiger. Bastienne anmoder om hans hjælp, da hans magiske kræfter måske kan hjælpe hende med at genvinde Bastien. Colas ved, da han er sandsiger, allerede alt om problemet, og trøster hende med, at Bastien ikke har opgivet hende, men blot er blevet distraheret af »borgfruen«. Hans råd er, at hun behandler Bastien med kulde, så han fortryder og kommer tilbage. 
Bastien nærmer sig, så Bastienne gemmer sig. Bastien kommer ind og erklærer, hvor meget han elsker Bastienne. Colas oplyser, at Bastienne har fundet en ny kæreste. Bastien er chokeret og beder magikeren om hjælp. Colas åbner sin bog med magiske formularer og reciterer en sludderarie bestående af tilfældige stavelser og latinske citater. Colas erklærer, at formularen har virket, og at Bastienne er forelsket i Bastien igen. Bastienne beslutter dog at holde spillet i gang en smule længere. Selv da Bastien truer med selvmord, trækker Bastienne blot på skuldrene. 
Da de endelig beslutter, at det har varet længe nok, forenes og forsones de. Colas slutter sig til dem, og de synger alle magikerens pris.

## Udvalgte arier
- "Befraget mich ein zartes Kind" – Colas
- "Diggi, daggi, shurry, murry" – Colas
- "Er war mir sonst treu und ergeben" – Bastienne
- "Geh'! du sagst mir eine Fabel" – Bastien
- "Grossen Dank dir abzustatten" – Bastien
- "Ich geh' jetzt auf die Weide" – Bastienne
- "Mein liebster Freund" – Bastienne
- "Meiner Liebsten schöne Wangen" – Bastien
- "Wenn mein Bastien einst im Scherze" – Bastienne
- "Würd'ich auch wie manche Buhlerinnen" – Bastienne

## Diskografi
- Philips, 422 527-2, 1991
- Sony, 45855, 1990
- Emi Classics, 5755562, 2005 (2 CD'er)
- Orfeo, C705061B
- Nuova Era, NUO7344
- Deutsche Grammophon, 00440 073 4244, 2006 (1 DVD)

## Eksterne links
- Libretto
- Partitur
- Historie, synopsis og lydklip Arkiveret 14. august 2011 hos  Wayback Machine
- Amadeus Almanac